# ゲオルク・シュリンプフ
ゲオルク・シュリンプフ（ドイツ語: Georg Gerhard Schrimpf、1889年2月13日 - 1938年4月19日）はドイツの画家である。マジックリアリズム。新即物主義（ノイエ・ザハリヒカイト）。

## 略歴
ミュンヘンで生まれた。父親はシュリンプフが生まれる前に亡くなっていて、早くから自立する必要があった。パン屋でしばらく働いた後、1905年からベルギー、フランス、スイス、オランダを簡単な仕事をしながら放浪する生活を送り、北イタリアでは、アナキストたちと付き合い、パン屋の出身で、後にナチスを弾劾した作品で有名になる詩人、作家のオスカー・マリア・グラーフと知り合った。第一次世界大戦が始まると病気になって兵役を逃れ、ベルリンで暮らすようになり、絵を描くようになった。
1916年に木版画の展示会を開き、注目されるようになり、ドイツ表現主義運動を代表する批評家のヘルヴァルト・ヴァルデンに称賛された。1918年からミュンヘンに移り、「新分離派」の芸術家として活動した。1922年にイタリアに旅し、イタリアの美術雑誌「Valori plastici」を拠点に活動する新しい具象画家たちのグループと知り合い影響を受けた。ドイツの画家アレクサンデル・カノルトと協力しあった。
1927年からミュンヘンの工芸学校で教えたが1935年にナチスが権力を得た後、解任され、シュリンプフの作品は「退廃芸術」に指定され、作品を展示することはできなくなった。1938年に49歳で没した。

## 職歴
- 1922年、ミュンヘン工芸学校の教授[1]。
- 1933年、ベルリン国立美術学校の教授[1]。